# 16 حكاية في الحارة
16 حكاية من الحارة قصص منوعة اجتماعية ترسم ملامح جدة بقلم الأديب محمد صادق دياب نشرها في عام 1984.

## عن المؤلف
محمد صادق دياب أديب وكاتب سعودي ولد بمدينة جدة عام 1363 هـ، حيث تلقى تعليمه الابتدائي والمتوسط والثانوي فيه، ثم حصل على بكالوريوس التربية وعلم النفس من كلية التربية في جامعة أم القرى عام 1390 هـ، بعدها تحصل دياب على الماجستير في علم النفس التربوي من جامعة ويسكنسن الأمريكية عام 1976 وحصل على شهادة الدكتوراة عام 2009 في علم الاجتماع لكنه لم يود ان يلقب بالدكتور.

## فحوى القصة
مثل أولاد الحارة شهامة وفتوة وخيالا!
لم يتعود التاريخ أن يتواضع ليتحدث عن مثل حميدو الحلواني أو مرزوق الأخرس أو العم محمد بائع المساويك..فكبرياء التاريخ يمنعه من التجول في الأزقة والحواري.
ومن أجل عيون كل هؤلاء البسطاء الذين لا يتواضع التاريخ لذكرهم أكتب هذه الحكايات ((عنهم)) و((لهم)) بالأسلوب البسيط الذي تعلمته منهم.

## عناوين القصص
- قطرات شيرة على الزمن المر.
- آخر رسالة حب.
- غرام على بحر الأربعين.
- ولد الداية.
- البيت المسكون.
- عاشق تحت شجرة النيم.
- المسحراتي.
- وداد وعطية.
- العاشق.
- الأخرس.
- ساكنة الرباط.
- المجنون.
- زقاق الخنجي.
- الغريب والحب.
- لبان يا غصن البان.
- بائع المساويك.